# قلب الليل (رواية)
قلب الليل، هي رواية صغيرة الحجم نسبيا للروائي نجيب محفوظ، والصادرة في 155 صفحة عن مكتبة مصر، وصدرت طبعتها الأولى عام 1975م وقامت دار الشروق بإعادة طباعتها في العام 2006م.
تحولت الرواية إلى فيلم سينمائي من إنتاج سنة 1989م وكان عرضه الأول يوم 2 أكتوبر من نفس السنة. الفيلم من إخراج عاطف الطيب، ومن بطولة فريد شوقي ونور الشريف وهالة صدقي ومحمود الجندي وعدد من الفنانين الآخرين.

## نبذة عن المحتوى
تدور أحداث الرواية في إطار واقعى اجتماعى صرف؛ ملئ باسماء أحياء وشوارع القاهرة القديمة المعروفة في الواقع مثل حارة مرجوش وخان جعفر، وباب الخلق وحتى عشش الترجمان، والجامع الأزهر وكلية الحقوق.
تبدأ الرواية عندما يذهب جعفر سيد الراوي - وهو بطل القصة - إلى دائرة الأوقاف للمطالبة بأملاك جده، لكن موظف الأوقاف الذي يعرف جعفر شرح له أنه من غير الممكن الحصول على الإرث بعدما أوقف الجد جميع ثروته لأعمال الخير. فيصر العجوز جعفر على أن يحصل على ثروة جده. وبعدها تتوطد العلاقة بين الموظف وجعفر فيقص عليه حكايته في إحدى المرات بينما يجلسان في مقهى ودود بالباب الأخضر.
وفي الرواية أيضا، تعرض نجيب محفوظ لبعض الفلسفات المختلفة كفلسفته في العقل والحرية والفكر تلك الفلسفات التي اختلفت تبعا لاختلاف حال صاحبها المتغير الأحوال كما نجح نجيب محفوظ في خلق شخصية البطل الذي يطل علينا من زمن بعيد بدرجة كافية لتعطيه ذلك التنوع في الشخصيات الذي جعله يجمع بينهم على تناقضهم وينتهي به الحال إلى الخروج بأثر تجربة كل واحد فيهم ليصبح تلك الشخصية التائهة في الحياة المستهينة بها وتعتبر تلك الاستهانة هي السبيل لكسب احترام الحياة.